# Clover (potwór)
Clover – umowna, nieoficjalna nazwa dla fikcyjnego potwora (kaijū) występującego w filmie pt. Projekt: Monster (ang. Cloverfield). W filmie nigdy nie jest oficjalnie nazywany, jedynie Departament Obrony Stanów Zjednoczonych określa go kryptonimem LSA – Large Scale Agressor, natomiast sami twórcy filmu zbiorczo mianują potwora nazwą Clover. Twórcą potwora jest J.J. Abrams, natomiast projektantem bestii został Neville Page.

## Historia potwora
Potwór został po raz pierwszy wymieniony w kampanii viralowej dla filmu Projekt: Monster, włączając w to nagrania jego ryku, zagranicznych klipów informacyjnych o ataku potwora oraz obrazy sonaru. Następnie po raz pierwszy w pełni pojawił się w samym filmie, gdzie pokazano go jako wysokiego na 25 pięter i szalejącego w Nowym Jorku kaijū.
Pochodzenie potwora nigdy nie zostało w pełni wyjaśnione – fani franczyzy Cloverfield spekuluja, że jest stworzeniem pochodzenia podwodnego lub międzywymiarowego. Clover debiutujący w filmie Projekt: Monster jest małym okazem swojego gatunku, oddzielonym od swojej rodziny. Ogarnięty poczuciem paniki stwór, angażuje się w niszczenie Nowego Jorku, gdy przedziera się przez miasto i walczy z amerykańskim wojskiem próbującym go zabić. Potwór odznaczał się dużą wytrzymałością, dzięki twardej skórze (m.in. na wysokie temperatury i wybuchy powodowane konwencjonalną bronią używaną przez wojsko Stanów Zjednoczonych). W specjalnym wydaniu Blu-ray o nazwie Cloverfield Special Investigation Mode zostają podane informacje o tym, że potwór został ostatecznie zabity. W tym samym wydaniu pojawiają się uwagi odnośnie do jego parametrów fizycznych. Potwór ma ok. 366 metrów długości od głowy do ogona, ok. 107 metrów wysokości w pozycji stojącej oraz waży 5806 ton.
Clover posiadał również własne pasożyty podobne do skorupiaków (w liczbie ok. 2000) nazywane przez Departament Obrony Stanów Zjednoczonych HSP – Human Scale Parasite, których wielkość dorównywała dorosłemu psu. W filmie Projekt: Monster pasożyty te polowały na ludzi, kąsając ich, a po jakimś czasie powodując u ugryzionego człowieka odczuwanie mdłości, krwawienie z oczu i ostatecznie śmierć poprzez eksplozję klatki piersiowej.
W mandze Cloverfield/Kishin z 2008, będącej spin-offem filmu Projekt: Monster, pojawia się podobny do Clovera kaijū. W sequelu Cloverfield Lane 10 z 2016 Clover nie pojawia się – zamiast niego w filmie pojawiają się inne bestie, które bohaterowie filmu nazywają Roach lub Leech. W kolejnym sequelu pt. Paradoks Cloverfield z 2018 pod koniec filmu pojawia się dorosły Clover (o wysokości ok. 2 km), który wyłania się powyżej warstwy chmur.
Po sukcesie filmu Projekt: Monster – Hasbro, jedna z firm produkujących zabawki, postanowiła wyemitować 14-calową figurkę potwora. Oprócz figurki stworzenia, Hasbro wydało inne akcesoria takie jak „bezgłowa” figurka Statui Wolności z plakatu filmu, dwie wymienne głowy potwora (w tym jedna z otwartą paszczą) oraz 10 figurek przedstawiających pasożyty potwora.